# Olney Springs
Olney Springs es un pueblo ubicado en el condado de Crowley en el estado estadounidense de Colorado. En el año 2000 tenía una población de 389 habitantes y una densidad poblacional de 648,3 personas por km².

## Geografía
Olney Springs se encuentra ubicada en las coordenadas 38°9′57″N 103°56′45″O / 38.16583, -103.94583.

## Demografía
Según la Oficina del Censo en 2000 los ingresos medios por hogar en la localidad eran de $25.536, y los ingresos medios por familia eran $30.000. Los hombres tenían unos ingresos medios de $18.958 frente a los $17.222 para las mujeres. La renta per cápita para la localidad era de $13.554. Alrededor del 13,9% de la población estaban por debajo del umbral de pobreza.